# Big Lagoon (Kalifornija)
Big Lagoon je naseljeno područje za statističke svrhe u američkoj saveznoj državi Kalifornija. Prema popisu stanovništva iz 2010. u njemu je živjelo 93 stanovnika.